# 摩根·奥塔格斯
摩根·迪安·奥塔格斯（英語：Morgan Deann Ortagus，1982年7月10日—）是美国反恐专家、美国海军预备役军官，前美国国务院發言人。在进入国务院工作前，奥塔格斯曾是美国财政部情报与分析办公室官员、美国国际开发署公共关系官员，福克斯新闻频道来宾。

## 早年背景
奥塔格斯生于美国佛罗里达州奥本代尔，2002年曾获选美奖项。2005年，她从佛罗里达南方学院毕业，并获得政治学学士学位。之后她于2013年获得约翰·霍普金斯大学授予的双硕士学位（文学硕士学位和开瑞商学院授予的工商管理硕士学位）。

## 从政生涯

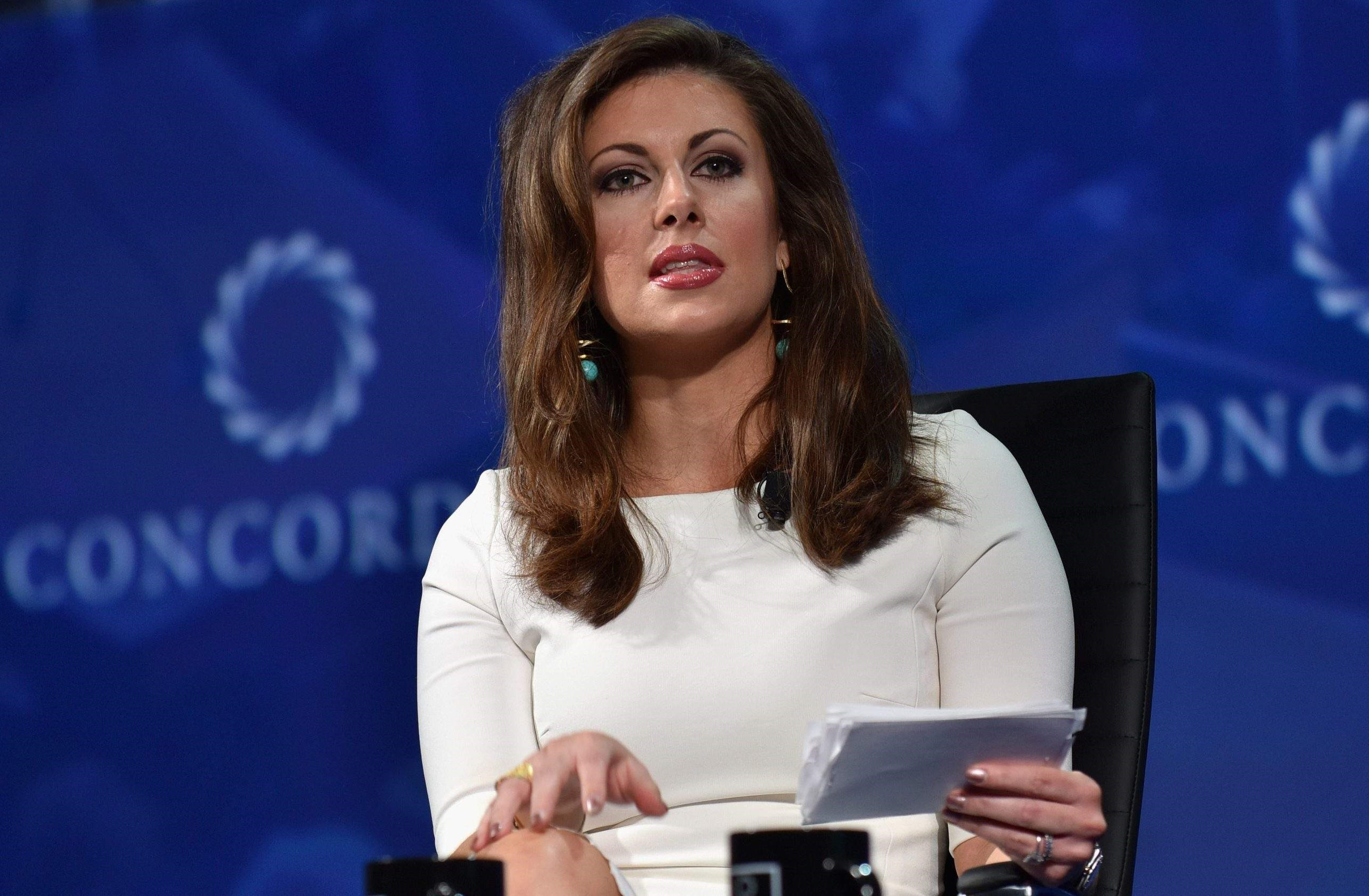
奥塔格斯在康科迪亚峰会上主持小组讨论

### 政治运动
2006年，奥塔格斯曾任当时的纽约州参议员候选人、后来的国家安全副顾问凯瑟琳·麦克法兰的新闻秘书。此外，她曾在杰布·布什的2016年总统选举中担任志愿者。

### 国际开发署
2007年至2008年，奥塔格斯担任乔治·W·布什总统治下的美国国际开发署公共关系官员，在伊拉克巴格达工作。

### 财政部
奥塔格斯于2008年加入美国财政部，任职主要北非与中东地区相关的情报分析员。2010年阿拉伯之春爆发期间，她在美国驻沙特阿拉伯大使馆任副财政专员，主管控制该国的非法资金流动。

### 暂别政界
奥塔格斯回国后，暂时退出政界，先后担任渣打集团全球关系经理、安永会计师事务所执行理事。此外，她还在福克斯新闻频道和福克斯财经网的节目上露面。

### 回归政坛
2019年4月，奥塔格斯接替希瑟·奈特的美国国务院发言人职务。她也是美国国务卿迈克·蓬佩奥亲自选择的第一名发言人。

## 政见
尽管作为美国国务院发言人的职责是表达美国国务卿和国务院的观点，但摩根·奥塔格斯有她自己的公开的外交政策观点纪录。她对于中国大陸的态度强硬，并曾在福克斯的电视节目上指出中国政府在某些问题上对美方的姿态表现出多方面威胁，并声称“特朗普总统任期内最重要的事就是和中国相关的事务”。并且她对伊朗核协议持批评态度，并且她认为欧洲各国政府应该对伊朗实施更多制裁

## 个人生活
2013年，奥塔格斯与大她六岁的美国财政部前执行秘书乔纳森·温伯格结婚。最高法院大法官鲁斯·巴德·金斯伯格主持了他们的婚礼。